# 奧克尼群島旗幟
新的奧克尼群島的官方旗幟是通過公眾募集決定的。募集活動進行於2007年二月至三月期間。這面旗幟的設計為紅底加黃色及藍色的北歐十字。紅色和黃色來自挪威和蘇格蘭的皇室會長，象徵奧克尼群島和挪威及蘇格蘭的關係。藍色是蘇格蘭的標準，象徵島嶼的海洋遺產。